# Geneviève Biron
Pour les articles homonymes, voir Biron.
 (juin 2025).
Si vous disposez d'ouvrages ou d'articles de référence ou si vous connaissez des sites web de qualité traitant du thème abordé ici, merci de compléter l'article en donnant les références utiles à sa vérifiabilité et en les liant à la section « Notes et références ».
Geneviève Biron est une femme d'affaires et haute fonctionnaire québécoise. Depuis 2024, elle est la présidente et cheffe de la direction de la société d'État Santé Québec. Avant sa nomination à ce poste, elle a dirigé les cliniques de sommeil Biron Groupe Santé, a fondé les cliniques d'imagerie médicale Imagix et la société de capital-risque Propulia Capital, et a siégé au conseil d'administration d'Hydro-Québec.

## Biographie

### Carrière dans le secteur privé
Geneviève Biron a dirigé Biron Groupe Santé, une entreprise familiale spécialisée dans les services de santé, de 2014 à 2021. Avant cela, elle a occupé divers postes au sein de l'entreprise, notamment comme vice-présidente aux opérations de 1998 à 2005 et directrice des ressources humaines de 1990 à 1998. Elle a également fondé Imagix, un réseau de cliniques en imagerie médicale, qu'elle a dirigé de 2005 à 2014. Après avoir quitté Biron Groupe Santé, elle a fondé Propulia Capital, une plateforme d'investissement dans les secteurs de la santé et des sciences de la vie, et est devenue membre du conseil d'administration d'Hydro-Québec en 2021.

### Nomination à la tête de Santé Québec
Le 29 avril 2024, Geneviève Biron est nommée par le ministre de la Santé, Christian Dubé, présidente et cheffe de la direction (PCD) de Santé Québec, une société d'État nouvellement créée par le gouvernement pour chapeauter le réseau de la santé québécois. Sa nomination a été le résultat d'un processus de sélection mené par une firme de chasseurs de têtes, Mandrake. Le salaire annuel de Geneviève Biron pour ses deux premières années de mandat à Santé Québec est de 652 000 $, ce qui en fait une des fonctionnaires les mieux payées du Québec.
La nomination de Biron a suscité des critiques de la part de l'opposition politique et des syndicats, qui craignent une influence accrue du secteur privé dans le système de santé public. Biron a répondu ne pas avoir l'intention de favoriser le secteur privé dans le système de santé public.
Parmi ses premières propositions, Biron souligne publiquement la nécessité de développer un indicateur de performance qui permettrait de mesurer la confiance du public envers le système de santé et en sa capacité d'offrir à des soins de santé accessibles et de qualité,.